# Люйшунькоу
Люйшунько́у или Люйшу́нь (кит. упр. 旅顺口, пиньинь Lǚshùnkǒu) — район городского подчинения города субпровинциального значения Далянь. Ранее на этом месте находился город, обозначавшийся на русских картах как Люйшу́нь. В 1960 году город Люйшунь был упразднён, его территория была включена в состав агломерации Люйда (в 1981 году переименованной в Далянь), и на ней был образован район городского подчинения Люйшунькоу.

## История
Поселение на месте Люйшунькоу, существовавшее со времен империи Цзинь (晋朝, 266—420) носило название Машицзинь (кит. упр. 马石津). В период империи Тан (唐朝, 618—907) его переименовали в Дуличжэнь (кит. упр. 都里镇). В годы монгольской империи Юань (元朝, 1271—1368) город носил название Шицзыкоу (кит. упр. 狮子口, буквально: «Пасть льва»), предположительно, по статуе, ныне находящейся в парке, примыкающей к военному порту. Во времена империи Мин (明朝, 1368—1644) поселение подчинялось управлению береговой обороны (кит. упр. 海防哨所) Цзиньчжоуского вэя (кит. упр. 金州卫), а на территории современного района размещались левый и центральный со этого вэя (кит. упр. 金州中左所). Тогда же появилось и современное название — в 1371 г. будущий император Китая Чжу Ди, возглавлявший оборону северо-восточных границ, направил в эти места 2 посланников для ознакомления с местностью. Поскольку путь их был спокоен и удобен (кит. упр. 旅途顺利, палл. люйту шуньли), то по приказу Чжу Ди эта местность была названа Люйшунькоу (букв. «бухта спокойного путешествия»)
Английское название Port Arthur Люйшунькоу получил в связи с тем, что в августе 1860 года в этой гавани чинился корабль английского лейтенанта Уильяма К. Артура. Это английское название позже было принято в России и в других европейских странах.
Строительство военно-морской базы в стратегически важном заливе Люйшунь было начато китайским правительством по настоянию Бэйян дачэнь Ли Хунчжана, в 1880-е годы. Уже в 1884 г. для охраны побережья от возможных высадок французского десанта в городе был размещен отряд китайских войск, а командир стоявшего в бухте китайского военного корабля «Вэйюань» Фан Боцянь выстроил одну из первых земляных береговых батарей крепости силами своего экипажа. Батарея получила название «Вэйюань паотай» (букв. «форт Вэйюань»).
В промежутке между 1884 и 1889 годами Люйшунькоу стал одной из баз Бэйянского флота империи Цин. Работами руководил немецкий майор Константин фон Ганнекен. В Люйшунькоу размещались основные ремонтные мощности Бэйянского флота — 400-футовый док для ремонта броненосцев и крейсеров, и малый док для ремонта миноносцев. Дноуглубительные работы, проведенные в бухте, позволили довести глубину внутреннего рейда и входа в бухту до 20 футов.
21 ноября 1894 года в ходе первой японско-китайской войны Люйшунькоу пал, вследствие полного развала системы обороны и дезертирства командующего обороной генерала Цзян Гуйти, а также запрета Бэйянскому флоту со стороны правительства и лично Ли Хунчжана дать решающий бой японскому флоту на внешнем рейде Люйшунькоу. Остатки гарнизона под командованием генерала Сюй Бандао прорвались и соединились с основными силами главнокомандующего китайскими войсками в Маньчжурии генерала Сун Цина. Люйшунькоу заняла Япония, захватившая в крепости огромные трофеи. Японские войска устроили в Люйшунькоу беспощадную 4-дневную резню под предлогом того, что в городе были обнаружены останки пленных японских солдат, захваченных войсками Сюй Бандао во время вылазки. По китайским оценкам, погибло около 20 тысяч мирных жителей, независимо от пола и возраста. Из всего населения города, по словам Фредерика Вильерса, оставили только 36 человек, которые должны были захоронить трупы погибших. На их шапках по приказу японского командования было написано: «Этих не убивать». Сбор тел продолжался в течение месяца, после чего по приказу японцев огромную гору тел облили маслом и подожгли, поддерживая огонь в течение 10 дней. Пепел и обгоревшие кости были захоронены у подножия горы Байюйшань в 4 больших гробах с восточной стороны горы. В настоящее время это место известно под названием «Могила 10000 сохранивших верность». В 1895 году по Симоносекскому договору Порт Артур перешел к Японии, но из-за сильного давления со стороны России, Германии и Франции (Тройственная интервенция) Япония вскоре была вынуждена вернуть залив Китаю.
В 1898 году город Люйшунь вместе с прилегающим Квантунским полуостровом был передан России в аренду на 25 лет. Квантунский полуостров с прилегающими островами позднее составил Квантунскую область и в 1903 году вместе с Приамурским генерал-губернаторством вошёл в состав Дальневосточного наместничества. Российскими властями на месте китайского города Люйшунь был выстроен российский Порт-Артур.
В 1904 году началась русско-японская война, одним из главных эпизодов которой стала оборона Порт-Артура. После 159-дневной осады Порт-Артур капитулировал.
После окончания русско-японской войны, по Портсмутскому мирному договору 1905 года арендные права на Порт-Артур и весь Ляодунский полуостров были уступлены Японии. Позже Япония оказала давление на Китай и вынудила последнего продлить срок аренды. В 1932 году город формально вошел в состав Маньчжоу-го, но де-факто продолжал управляться Японией (официально считалось, что Япония арендует Квантунскую область у Маньчжоу-го).
Во время советско-японской войны 1945 года советские войска десантом освободили город от японских военных формирований 22 августа 1945 года. По советско-китайскому договору от 14 августа 1945 года район Порт-Артура был передан Китаем Советскому Союзу сроком на 30 лет в качестве военно-морской базы. По другим сведениям, предусматривалось совместное советско-китайское использование базы.
14 февраля 1950 года одновременно с заключением договора о дружбе, союзе и взаимной помощи между СССР и КНР было заключено соглашение о Порт-Артуре, предусматривающее совместное использование указанной базы СССР и КНР до конца 1952 года.
В конце 1952 года правительство КНР, учитывая обострение обстановки на Дальнем Востоке, обратилось к Советскому правительству с предложением продлить срок пребывания советских войск в Порт-Артуре. Соглашение по этому вопросу было оформлено 15 сентября 1952 года.
12 октября 1954 года правительство СССР и правительство КНР заключили соглашение о том, что советские воинские части выводятся из Порт-Артура.
Вывод советских войск и передача сооружений правительству КНР были завершены в мае 1955 года.
После передачи под юрисдикцию КНР Люйшунь в 1960 году был объединён с Далянем в единую агломерацию, получившую название «город Люйда» (旅大市); бывший город Люйшунь стал районом Люйшунькоу в его составе. Постановлением Госсовета КНР от 9 февраля 1981 года город Люйда был переименован в Далянь.

## Административно-территориальное деление
Район Люйшунькоу делится на 13 уличных комитетов.

## Экономика
В районе имеются обширные плантации и теплицы, в которых выращивают чернику.